# José Antonio Álvarez Cantos
José Antonio Álvarez Cantos (Madrid, 9 de diciembre de 1897-6 de marzo de 1964) fue un compositor y director de orquesta español. Nació en el seno de una familia musical: era hijo de un violinista que fue miembro de la Sociedad de Conciertos de Madrid y sobrino del compositor Antonio Álvarez Alonso y se formó en el Conservatorio de Madrid, donde alcanzó primeros premios de piano, armonía y composición. Fue profesor de la Academia de Música del Colegio de la Paloma. En 1936, al comienzo de la guerra civil española, era pianista y director concertador de Unión Radio de Madrid. En 1937 fue director auxiliar de la Orquesta Nacional de Conciertos.
Su tarea compositiva se centró en el ámbito de la canción. Fue también autor del poema sinfónico La romería del amor: Castilla, 4 movimientos sobre temas musicales burgaleses, y escribió la música de la película Madrid (1937). También compuso varias zarzuelas como El pinar estrenada en Barcelona en 1930 o El pregón de las tapas estrenada en Aranjuez en 1952. Además, en 1938 puso letra al célebre pasodoble Suspiros de España, compuesto por su tío Antonio Álvarez Alonso, para ser cantado en la película hispano-alemana de igual título por Estrellita Castro.